# Swink (Colorado)
Swink és una població dels Estats Units a l'estat de Colorado. Segons el cens del 2000 tenia 696 habitants.

## Demografia
Segons el cens del 2000, Swink tenia 696 habitants, 278 habitatges, i 199 famílies. La densitat de població era de 995,3 habitants per km².
Dels 278 habitatges en un 34,5% hi vivien nens de menys de 18 anys, en un 60,1% hi vivien parelles casades, en un 8,3% dones solteres, i en un 28,1% no eren unitats familiars. En el 25,9% dels habitatges hi vivien persones soles el 15,8% de les quals corresponia a persones de 65 anys o més que vivien soles. El nombre mitjà de persones vivint en cada habitatge era de 2,48 i el nombre mitjà de persones que vivien en cada família era de 2,99.
Per edats la població es repartia de la següent manera: un 26,7% tenia menys de 18 anys, un 6,3% entre 18 i 24, un 26,4% entre 25 i 44, un 24,9% de 45 a 60 i un 15,7% 65 anys o més.
L'edat mediana era de 39 anys. Per cada 100 dones de 18 o més anys hi havia 96,2 homes.
La renda mediana per habitatge era de 36.094 $ i la renda mediana per família de 46.667 $. Els homes tenien una renda mediana de 36.806 $ mentre que les dones 25.694 $. La renda per capita de la població era de 19.353 $. Entorn del 8,4% de les famílies i el 10,8% de la població estaven per davall del llindar de pobresa.

## Poblacions més properes
El següent diagrama mostra les poblacions més properes.